# Giffnock
Giffnock (gael. Giofnag) − miasto w Szkocji, część aglomeracji Glasgow. Ośrodek administracyjny hrabstwa East Renfrewshire. Ok. 9 tysięcy mieszkańców. Miejsce urodzenia byłego premiera Wielkiej Brytanii, Gordona Browna.